# 82-es busz (Pécs)
A pécsi 82-es jelzésű autóbusz István-akna Petőfi-akna között közlekedik, kizárólag Petőfi-akna irányába. Korábban szombaton és munkaszüneti napokon igény esetén 81-es jelzéssel Hird, elágazásig továbbközlekedett.

## Útvonala
| István-akna → Somogy → Petőfi-akna |
| --- |
| István-akna – István-akna – Rücker-akna – Kőbánya utca – Somogy utca – forduló – Somogy utca – Pajtás utca – Búzakalász utca – Mázsaház utca – Szövetkezet utca – Bethlen Gábor utca – Bencze József utca – M utca – Petőfi-akna |

## Megállóhelyei
| 82 (István-akna → Somogy → Petőfi-akna) |                        |                                                                    |                                             |
| Perc (↓)                                | Megállóhely            | Megállóhelyet érintő járatok                                       | Létesítmények                               |
| 0                                       | István-akna végállomás | 4, 12, 15, 26, 60A, 82, 104                                        |                                             |
| 1                                       | István-akna I.         | 4, 12, 15, 26, 60A, 82, 104                                        |                                             |
| 2                                       | István-akna II.        | 4, 12, 15, 26, 60A, 82, 104                                        |                                             |
| 4                                       | Rücker-akna            | 15, 26, 82, 104                                                    |                                             |
| 6                                       | Somogy kőbánya         | 15, 26, 82, 104                                                    |                                             |
| 7                                       | Somogy                 | 13Y, 14Y, 15, 15A, 25, 26, 82, 102Y, 104, 104Y                     |                                             |
| 8                                       | Somogy utca            | 13Y, 14Y, 15, 15A, 25, 26, 82, 102Y, 104, 104Y                     |                                             |
| 9                                       | Somogyi templom        | 13, 13Y, 14, 14Y, 15, 15A, 25, 26, 60A, 102, 102Y, 104, 104A, 104Y |                                             |
| 11                                      | Máladó utca            | 13, 13Y, 14, 14Y, 60A, 82, 102, 102Y, 104, 104A, 104Y              |                                             |
| 12                                      | Gabona utca            | 13, 13Y, 14, 14Y, 60A, 82, 102, 102Y, 104, 104A, 104Y              |                                             |
| 13                                      | Vashíd                 | 13, 13Y, 14, 14Y, 60A, 82, 102, 102Y, 104, 104A, 104Y              |                                             |
| 14                                      | Vasasi temető          | 13, 13Y, 14, 14Y, 60A, 82, 102, 102Y, 104, 104A, 104Y              |                                             |
| 15                                      | Bethlen Gábor utca     | 14, 14Y, 82, 102, 102Y, 104                                        |                                             |
| 16                                      | Vasasi iskola          | 14, 14Y, 82, 102, 102Y, 104                                        | Vasas-Somogy-Hird Óvoda és Általános Iskola |
| 17                                      | Bencze József utca     | 14, 14Y, 82, 102, 102Y, 104                                        |                                             |
| 18                                      | M utca                 | 14, 14Y, 82, 102, 102Y, 104                                        |                                             |
| 20                                      | Petőfi-akna végállomás | 14, 14Y, 82, 102, 102Y, 104                                        |                                             |